# Avenue Bronson (Ottawa)

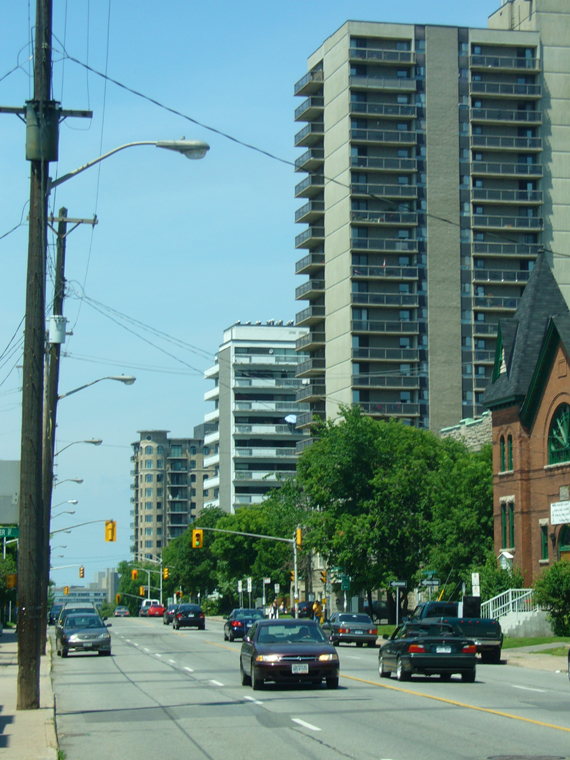
Vue de l'avenue Bronson depuis la rue Somerset en direction du nord.

L'avenue Bronson ( route d'Ottawa n° 79 ) est une artère majeure nord-sud de la ville d'Ottawa, Ontario, au Canada. Elle commence à l'extrémité sud comme prolongement de la promenade de l’Aéroport, la voie express menant à l'aéroport international Macdonald-Cartier. Le chemin continue au-delà de l'Université Carleton, du Glebe, vers le nord à travers le centre-ville et se termine au centre-ville au croisement avec  la rue Sparks.
Commençant comme une voie express menant à de la promenade de l’Aéroport, Bronson devient rapidement une artère principale divisée à six voies avec peu ou pas de façade directe et une limite de vitesse de 70 km/h (43 mi/h) . À partir de la promenade du Colonel-By, l'avenue Bronson continue comme une artère principale à quatre voies non divisées à travers des zones résidentielles et commerciales avec une limite de vitesse de 50 km/h (31 mi/h) . En arrivant à la rue Albert, Bronson se termine comme une route locale pour les résidents du centre-ville.
L'avenue Bronson est une porte d'entrée vers les quartiers sud d'Ottawa. Comme il est généralement plus rapide d'emprunter l'avenue Bronson que la rue Bank, elle est généralement assez fréquentée, particulièrement aux heures de pointe.
Le Glebe Collegiate Institute et l'Université Carleton sont situés le long de l'avenue Bronson.
Il y a eu un débat considérable sur la nature de la route au cours des dernières années ; certains ont demandé qu'une voie express soit construite dans le corridor pour relier une autoroute jumelée à l'aéroport ; mais cette idée a été fortement rejetée par les résidents locaux qui réclament une amélioration des transports en commun et il est peu probable qu'elle soit construite.
L'avenue Bronson tire son nom de l'homme d'affaires et homme politique d'Ottawa (député provincial de l'Ontario) Erskine Henry Bronson (en).

## Quartiers
L'avenue Bronson est considérée comme une limite pour plusieurs quartiers d'Ottawa :
- Centre-ville
- Centre-ville Ouest
- Le Glebe
- Vieux Ottawa-Sud

## Carrefours principaux
Principales intersections (du sud au nord) :
- Commence comme une continuation de la promenade de l’Aéroport  - 0.0 km
- Avenue Sunnyside - 0,9 km
- Promenade du Colonel-By - 1.3 km
- Avenue Carling - 2.2 km
- Autoroute 417 - 2,6 km
- Rue Catherine - 2.7 km
- Avenue Gladstone - 3.0 km
- Rue Somerset - 3.4 km
- Rue Slater - 3.9 km
- Rue Albert - 4.0 km
- Se termine à Sparks Street - 4.1 km

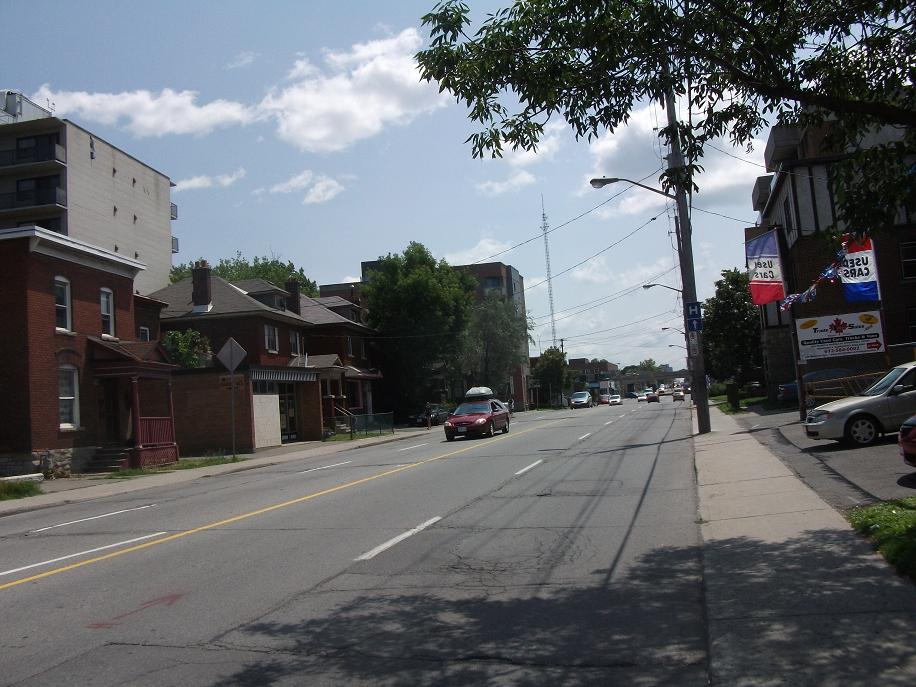
Vue de l'avenue Bronson regardant vers le sud depuis McLeod.

## Points d'intérêt
- Centre Bronson
- Université Carleton

## Référence
1. ↑  (en) Lucien Brault, Ottawa Old and New, Ottawa historical information Institute, 1946 (OCLC 2947504), p. 311